# Миколаївка (Градизький район)
Микола́ївка — колишнє село в Україні, у Градизькому районі Полтавської області. Зараз територія села затоплена водами Кременчуцького водосховища. Крім того територія Градизького району увійшла до складу Глобинського району.
Населення станом на 1885 рік 535 осіб.

## Історія
Входило до складу Мозоліївської волості.
В 1862 році у власницькому селиші Миколаївка (Сажаивка) було 2 заводи та 33 двори при колодцях де жило 345 осіб (167 чоловічої та 178 жиночої статі).
Хутір Миколаївка є на мапі 1869 року.
Територію села затоплено під час будівництва Кременчуцького водосховища наприкінці 1950-х років.
30 грудня 1962 року територію, де знаходилось село, було приєднано до Глобинського району.